# Microsoft Surface
Microsoft Surface (pronunțat /ˈsə:.fis/) este gamă de laptopuri 2 in 1 produse de Microsoft, care se comercializează din toamna lui 2012. Există 3 tipuri ale acestui device:
-Surface Pro (cel mai performant)
-Surface Laptop Studio
-Surface Laptop Go (în general echipată cu CPU-uri mai slabe)
Ecranul are diagonala de 26,9 cm (10,6 țoli), proporția 16:9 și rezoluția HD (1.280 x 720 pixeli) sau, pentru varianta Surface Pro, Full HD (1.920 x 1.080 pixeli).
Tableta Microsoft Surface a fost anunțată de Steve Ballmer, CEO al companiei Microsoft, la Milk Studios în Los Angeles la data de 18 iunie 2012.Prețul variază de la în jur de 3000 de lei la peste 10000 de lei.